# نسيج مخمل
النسيج المُخَمَّل هو شكل من أشكال النسيج يصنع بالنسج. يتميز هذا النوع من القماش بالوبر، وهو سطح ذو عُقد أو حلقات يمتد فوق الأساس الأولي أو نسيج "الأرضية".